# 吉永
吉永（法語：Guillon，法語發音：[ɡɥijɔ̃]）是法国勃艮第-弗朗什-孔泰大区约讷省的一个旧市镇，属于阿瓦隆区。2019年1月1日，吉永与邻近的4个市镇合并为新市镇吉永泰尔普莱讷，吉永为新市镇行政中心。

## 地理
吉永（47°30'51"N, 4°5'36"E）面积11.94 平方千米，位于法国勃艮第-弗朗什-孔泰大區约讷省，该省份为法国中北部内陆省份，西接卢瓦雷省，西北接塞纳-马恩省，南至涅夫勒省，东临科多尔省，东北与奥布省接壤。
与吉永接壤的市镇（或旧市镇、城区）包括：塔尔西、萨维尼-昂泰尔普莱讷、图特里、锡斯里、蒙雷阿勒、桑蒂尼、特雷维伊、维涅。
吉永的时区为UTC+01:00、UTC+02:00（夏令时）。

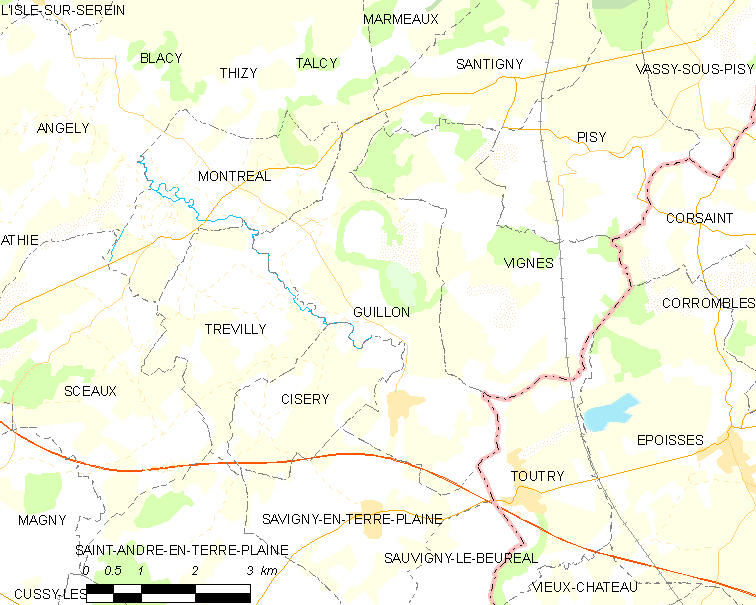
吉永的OSM定位图

## 行政
吉永的邮政编码为89420，INSEE市镇编码为89197。

## 政治
吉永所属的省级选区为沙布利县。

## 人口

1962-2008年间吉永人口变化图示

吉永于2018年1月1日时的人口数量为424人。